# Zimbabwe himnusza
Zimbabwe nemzeti himnusza a National Anthem of Zimbabwe, sona nyelvenː Simudzai Mureza wedu WeZimbabwe című vers. 1994 óta az ország himnusza, egy pályázaton választották ki, melyet abból a célból hirdettek meg, hogy az addigi, dél-afrikai eredetű himnusz helyett egy eredeti zimbabwei dalt válasszanak. A győztes pályamű Solomon Mutswairo professzor által írt és Fred Changundega által komponált sona nyelvű dal volt, amelyet lefordítottak angolra és ndebele-re, Zimbabwe két másik nyelvére.

## Szövege
| Sona nyelven | Angol nyelven | Magyar fordítás |
| --- | --- | --- |
| Simudzai mureza wedu weZimbabwe Yakazvarwa nomoto wechimurenga; (Neropa) neropa zhinji ramagamba Tiidzivirire kumhandu dzose Ngaikomborerwe nyika yeZimbabwe. Tarisai Zimbabwe nyika yakashongedzwa Namakomo, nehova, zvinoyevedza (Ngainaye) mvura ngainaye, minda ipe mbesa Vashandi vatuswe, ruzhinji rugutswe Ngaikomborerwe nyika yeZimbabwe. Mwari ropafadzai nyika yeZimbabwe Nyika yamadzitateguru edu tose; (Kubvira) kubva Zambezi kusvika Limpopo, Navatungamiri vave nenduramo; Ngaikomborerwe nyika yeZimbabwe. | O lift high the banner, the flag of Zimbabwe, The symbol of freedom proclaiming victory; We praise our heroes’ sacrifice, And vow to keep our land from foes; And may the Almighty protect and bless our land. O lovely Zimbabwe, so wondrously adorned With mountains, and rivers cascading, flowing free; May rain abound, and fertile fields; May we be fed, our labour blessed; And may the Almighty protect and bless our land. O God, we beseech Thee to bless our native land; The land of our fathers bestowed upon us all; From Zambezi to Limpopo May leaders be exemplary; And may the Almighty protect and bless our land. | Emeljétek magasra a lobogót, Zimbabwe zászlaját, A szabadság szimbólumát, mely a győzelmet hirdeti; Magasztaljuk hőseink áldozatát, És esküszünk, hogy megvédjük földünket az ellenségtől; A Mindenható védje és áldja meg földünket. Ó a szép Zimbabwe, mely csodásan ékesített Hegyekkel, és vízesésekkel, szabadon folyó folyókkal; Legyen sok eső és termékeny földek; Legyen táplálékunk, áldott legyen munkánk; A Mindenható védje és áldja meg földünket. Istenünk, kérünk Téged, áldd meg szülőföldünket; Atyáink földjét, melyet mindnyájunknak adományoztál; A Zambézitől a Limpopóig Legyenek a vezetők példamutatóak; A Mindenható védje és áldja meg földünket. |

## Lásd még
- Rodézia himnusza